# 史提芬·達博

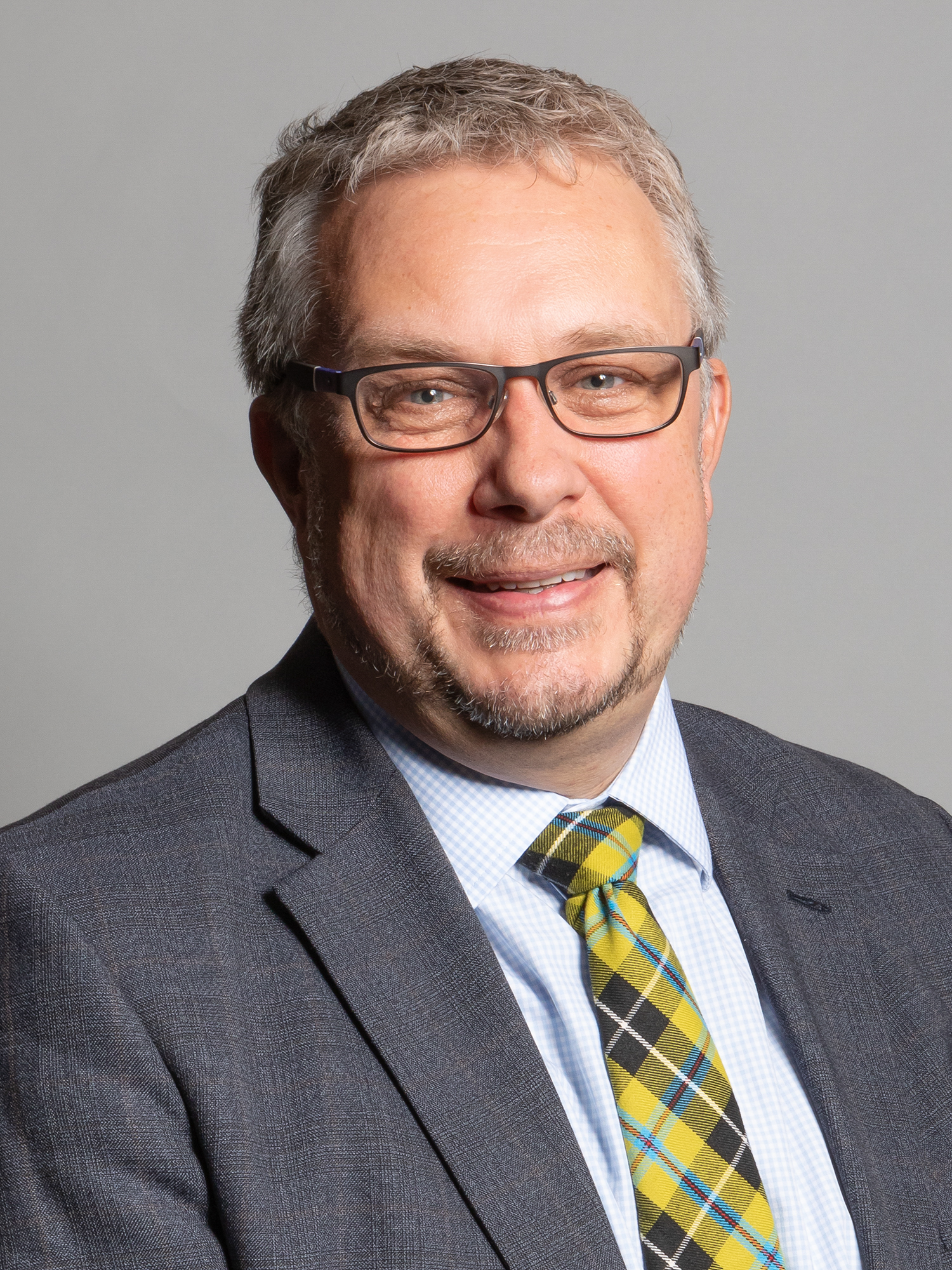

史提芬·達博（1966年12月19日—）是一位英格蘭政治人物，他的黨籍是保守黨。自2015年開始，他擔任聖奧斯特爾和紐基選區選出的英國下議院議員。他曾是康沃爾郡議會的議員。